# Kennedy Burke
Kennedy Valentine Burke, née le 14 février 1997 à Burbank en Californie , est une joueuse américaine de basket-ball évoluant aux postes d'ailière forte et d'ailière.

## Palmarès

### En club
- Championne de France LFB 2024 avec Villeneuve-d'Ascq[5]

### Sélection nationale

#### Jeunes
- Médaillée d'or au Championnat du Monde U17 2014

## Distinctions personnelles
- Meilleure joueuse de LFB : saison 2022-2023[6], saison 2023-2024[7]
- Cinq Majeur LFB : saison 2022-2023[6], saison 2023-2024[7]
- 2d cinq d’EuroLigue : saison 2023-2024[8]